# Wybory parlamentarne w Singapurze w 2025 roku
Wybory parlamentarne w Singapurze w 2025 roku – powszechne wybory parlamentarne, które odbyły się 3 maja 2025 roku w Republice Singapuru. Wyłoniono podczas nich deputowanych do jednoizbowego parlamentu tego miasta-państwa.
Partia Akcji Ludowej − która rządzi Singapurem od kiedy zyskał on niepodległość w 1965 r. i nieprzerwanie posiada ok. dwie trzecie deputowanych w parlamencie − wygrała wybory, zdobywając 61% głosów (tendencja spadkowa, dla porównania w 2015 r. zdobyła 70% głosów) i 87 z 97 mandatów. Opozycyjna Partia Robotnicza zdobyła 10 mandatów. Premierem Singapuru pozostał Lawrence Wong.